# بندر معلم
بندر معلم، روستایی در دهستان حومه بخش مرکزی شهرستان بندر لنگه در استان هرمزگان ایران است.
این روستا در فاصله ۱۲ کیلومتری شهر کنگ واقع شده‌است.

## جمعیت
بر پایه سرشماری عمومی نفوس و مسکن در سال ۱۳۹۵، جمعیت این روستا برابر با ۱٬۴۵۶ نفر (۳۸۰ خانوار) بوده‌است.